# Europaspiele 2023/Teilnehmer (Deutschland)
| Gelbes Symbol für Goldmedaillen mit stilisierten Olympischen Ringen | Graues Symbol für Silbermedaillen mit stilisierten Olympischen Ringen | Braundes Symbol für Bronzemedaillen mit stilisierten Olympischen Ringen |
| ------------------------------------------------------------------- | --------------------------------------------------------------------- | ----------------------------------------------------------------------- |
| 20                                                                  | 16                                                                    | 27                                                                      |

Deutschland nahm mit 287 Athleten an den Europaspielen 2023 in Krakau teil.

## Medaillen

### Medaillenspiegel
| Rang   | Sportart           | Gold | Silber | Bronze | Gesamt |
| ------ | ------------------ | ---- | ------ | ------ | ------ |
| 1      | Leichtathletik     | 4    | 1      | 1      | 6      |
| 2      | Kanu               | 3    | 3      | 4      | 10     |
| 3      | Wasserspringen     | 3    | 3      | –      | 6      |
| 4      | Karate             | 3    | –      | –      | 3      |
| 5      | Tischtennis        | 2    | 1      | –      | 3      |
| 6      | Schießen           | 2    | 3      | 5      | 10     |
| 7      | Bogenschießen      | 1    | –      | 1      | 2      |
| 8      | Moderner Fünfkampf | 1    | –      | –      | 1      |
| 9      | Kickboxen          | 1    | 2      | 3      | 6      |
| 10     | Judo               | –    | 1      | –      | 1      |
| 10     | Radsport           | –    | 1      | –      | 1      |
| 10     | Synchronschwimmen  | –    | 1      | –      | 1      |
| 13     | Fechten            | –    | –      | 5      | 5      |
| 14     | Boxen              | –    | –      | 2      | 2      |
| 14     | Skispringen        | –    | –      | 2      | 2      |
| 14     | Taekwondo          | –    | –      | 2      | 2      |
| 17     | Badminton          | –    | –      | 1      | 1      |
| 17     | Beachhandball      | –    | –      | 1      | 1      |
| Gesamt | Gesamt             | 20   | 16     | 27     | 63     |

### Medaillengewinner
| Name/n | Sportart           | Wettkampf                                               |
| --- | ------------------ | ------------------------------------------------------- |
| Gold |                    |                                                         |
| Florian Unruh | Bogenschießen      | Recurvebogen Einzel Männer                              |
| Franz Anton Sideris Tasiadis Timo Trummer | Kanu               | Canadier Mannschaft Männer                              |
| Elena Lilik | Kanu               | Canadier Frauen                                         |
| Ricarda Funk | Kanu               | Kajak Frauen                                            |
| Reem Khamis | Karate             | Kumite bis 61 kg Frauen                                 |
| Johanna Kneer | Karate             | Kumite über 68 kg Frauen                                |
| Al Amin Ramadan | Kickboxen          | bis 79 kg Männer                                        |
| Sandro Peters | Karate             | bis 84 kg Männer                                        |
| Kristin Pudenz | Leichtathletik     | Diskuswurf Frauen                                       |
| Carolina Krafzik | Leichtathletik     | 400 m Hürden Frauen                                     |
| Julian Wagner Marvin Schulte Joshua Hartmann Yannik Wolf | Leichtathletik     | 4 × 100 m Männer                                        |
| Julian Weber | Leichtathletik     | Speerwurf Männer                                        |
| Janine Kohlmann Rebecca Langrehr Annika Zillekens | Moderner Fünfkampf | Mannschaft Frauen                                       |
| Christian Reitz Michael Schwald Robin Walter | Schießen           | Luftpistole 10 m (Team) Männer                          |
| Josefin Eder Sandra Reitz Doreen Vennekamp | Schießen           | Luftpistole 10 m (Team) Frauen                          |
| Dang Qiu Nina Mittelham | Tischtennis        | Mixed Doppel                                            |
| Dimitrij Ovtcharov Patrick Franziska Dang Qiu Timo Boll | Tischtennis        | Mannschaft Männer                                       |
| Moritz Wesemann | Wasserspringen     | 3 m Kunstspringen Männer                                |
| Christina Wassen Elena Wassen | Wasserspringen     | 10 m Synchronspringen Frauen                            |
| Timo Barthel | Wasserspringen     | 10 m Turmspringen Männer                                |
| Silber |                    |                                                         |
| Felix Frank Martin Hiller | Kanu               | K2 500 m Männer                                         |
| Paulina Paszek Jule Hake Katinka Hofmann Lena Röhlings | Kanu               | K4 500 m Frauen                                         |
| Ricarda Funk | Kanu               | Kajak Cross Frauen                                      |
| Anis Triqui | Kickboxen          | bis 63 kg Männer                                        |
| Aline Sophia Delphine Sodjinou | Kickboxen          | bis 70 kg Frauen                                        |
| Erik Abramov Seija Ballhaus Miriam Butkereit Losseni Koné Renée Lucht Martin Matijass Jano Rübo Giovanna Scoccimarro Pauline Starke Eduard Trippel                       | Judo               | Mixed Team                                              |
| Yemisi Ogunleye | Leichtathletik     | Kugelstoßen Frauen                                      |
| Lea Müller | Radsport           | BMX Park Frauen                                         |
| Robin Walter | Schießen           | 10 m Luftpistole Männer                                 |
| Maximilian Ulbrich | Schießen           | 10 m Luftgewehr Männer                                  |
| Christian Reiz | Schießen           | 25 m Schnellfeuerpistole Männer                         |
| Klara Bleyer Amélie Blumenthal Haz Marlene Bojer Maria Denisov Solène Guisard Daria Martens Susana Rovner Frithjof Seidel Daria Tonn Michelle Zimmer                     | Synchronschwimmen  | Mannschaft Kombination                                  |
| Han Ying Nina Mittelham Shan Xiaona Sabine Winter | Tischtennis        | Mannschaft Frauen                                       |
| Christina Wassen | Wasserspringen     | 10 m Turmspringen Frauen                                |
| Alexander Lube Elena Wassen | Wasserspringen     | 10 m Synchronspringen Mixed                             |
| Lena Hentschel Jana Rother | Wasserspringen     | 3 m Synchronspringen Frauen                             |
| Bronze |                    |                                                         |
| Linda Efler Isabel Lohau | Badminton          | Doppel Frauen                                           |
| Joelle Arno Julia Drachsler Jana Epple Belen Gettwart Carolin Hübner Isabel Kattner Kristina Krecken Nele Kurzke Paula Reips Michelle Schäfer Ryleene Teodoro Lotta Woch | Beachhandball      | Frauen                                                  |
| Florian Unruh Michelle Kroppen | Bogenschießen      | Recurvebogen Mixed                                      |
| Nelvie Tiafack | Boxen              | Superschwergewicht Männer (ab 92 kg)                    |
| Irina Schönberger | Boxen              | Mittelgewicht Frauen (bis 75 kg)                        |
| Alexandra Ehler | Fechten            | Degen Frauen                                            |
| Laurenz Rieger | Fechten            | Florett Männer                                          |
| Leandra Behr Aliya Dhuique-Hein Leonie Ebert Anne Sauer | Fechten            | Florett Mannschaft Frauen                               |
| Raoul Bonah Lorenz Kempf Frederic Kindler Matyas Szabo | Fechten            | Säbel Mannschaft Männer                                 |
| Alexander Kahl Luis Klein Laurenz Rieger | Fechten            | Florett Mannschaft Männer                               |
| Jacob Schopf Lena Röhlings | Kanu               | K2 200 m Mixed                                          |
| Nico Pickert Annika Loske | Kanu               | C2 200 m Mixed                                          |
| Nele Bayn Andrea Herzog Elena Lillik | Kanu               | Canadier Mannschaft Frauen                              |
| Emily Apel Ricarda Funk Elena Lillik | Kanu               | Kajak Mannschaft Frauen                                 |
| Roland Viczian | Kickboxen          | Point Fighting Männer (Leichtgewicht bis 63,0 kg)       |
| Kiara Mager | Kickboxen          | Point Fighting Mittelgewicht Frauen (bis 60,0 kg)       |
| Michelle Mesmer | Kickboxen          | Leichtkontakt Federgewicht Frauen (bis 50,0 kg)         |
| Leichtathletik Mannschaft | Leichtathletik     | Team-Europameisterschaft                                |
| Nadine Messerschmidt | Schießen           | Skeet Frauen                                            |
| Doreen Vennekamp | Schießen           | 25 m Pistole Frauen                                     |
| Sandra Reitz Michelle Skeries Doreen Vennekamp | Schießen           | 25 m Pistole Frauen (Mannschaft)                        |
| Jolyn Beer Anna Janssen Lisa Müller | Schießen           | 50 m Kleinkalibergewehr Dreistellungskampf (Mannschaft) |
| Sarah Bindrich Kathrin Murche Bettina Valdorf | Schießen           | Trap Frauen (Mannschaft)                                |
| Philipp Raimund | Skispringen        | Großschanze Frauen                                      |
| Selina Freitag | Skispringen        | Großschanze Männer                                      |
| Süheda Nur Çelik | Taekwondo          | Nadelgewicht Frauen                                     |
| Supharada Kisskalt | Taekwondo          | Fliegengewicht Frauen                                   |

## Teilnehmer nach Sportarten

### Badminton
| Athleten                   | Wettbewerb | Vorrunde              | Vorrunde                  | Vorrunde | Achtelfinale  | Achtelfinale       | Viertelfinale         | Viertelfinale                | Halbfinale     | Halbfinale                | Finale        | Finale        | Rang   |
| Athleten                   | Wettbewerb | Gegner                | Erg.                      | Rang     | Gegner        | Erg.               | Gegner                | Erg.                         | Gegner         | Erg.                      | Gegner        | Erg.          | Rang   |
| -------------------------- | ---------- | --------------------- | ------------------------- | -------- | ------------- | ------------------ | --------------------- | ---------------------------- | -------------- | ------------------------- | ------------- | ------------- | ------ |
| Frauen                     |            |                       |                           |          |               |                    |                       |                              |                |                           |               |               |        |
| Yvonne Li                  | Einzel     | Az Zahra              | 1:2 (21:17, 18:21, 17:21) | 2        | Kjærsfeldt    | 0:2 (11:21, 14:21) | ausgeschieden         | ausgeschieden                | ausgeschieden  | ausgeschieden             | ausgeschieden | ausgeschieden | =9     |
| Yvonne Li                  | Einzel     | Golubickaitė          | 2:0 (21:13, 21:10)        | 2        | Kjærsfeldt    | 0:2 (11:21, 14:21) | ausgeschieden         | ausgeschieden                | ausgeschieden  | ausgeschieden             | ausgeschieden | ausgeschieden | =9     |
| Yvonne Li                  | Einzel     | Ginga                 | 2:0 (21:11, 21:6)         | 2        | Kjærsfeldt    | 0:2 (11:21, 14:21) | ausgeschieden         | ausgeschieden                | ausgeschieden  | ausgeschieden             | ausgeschieden | ausgeschieden | =9     |
| Linda Efler Isabel Lohau   | Doppel     | Sjöö / Sjöö           | 2:0 (21:12, 21:14)        | 2        | —             | —                  | Fruergaard / Thygesen | 2:1 (16:21, 23:21, 21:16)    | Jille / Seinen | 1:2 (14:21, 21:19, 17:21) | ausgeschieden | ausgeschieden | Bronze |
| Linda Efler Isabel Lohau   | Doppel     | Lambert / Tran        | 0:2 (16:21, 16:21)        | 2        | —             | —                  | Fruergaard / Thygesen | 2:1 (16:21, 23:21, 21:16)    | Jille / Seinen | 1:2 (14:21, 21:19, 17:21) | ausgeschieden | ausgeschieden | Bronze |
| Linda Efler Isabel Lohau   | Doppel     | Frost / Ryan          | 2:0 (21:17, 21:8)         | 2        | —             | —                  | Fruergaard / Thygesen | 2:1 (16:21, 23:21, 21:16)    | Jille / Seinen | 1:2 (14:21, 21:19, 17:21) | ausgeschieden | ausgeschieden | Bronze |
| Männer                     |            |                       |                           |          |               |                    |                       |                              |                |                           |               |               |        |
| Kai Schäfer                | Einzel     | Louda                 | 0:2 (12:21, 15:21)        | 3        | ausgeschieden | ausgeschieden      | ausgeschieden         | ausgeschieden                | ausgeschieden  | ausgeschieden             | ausgeschieden | ausgeschieden | =17    |
| Kai Schäfer                | Einzel     | Carraggi              | 1:2 (19:21, 21:18, 12:21) | 3        | ausgeschieden | ausgeschieden      | ausgeschieden         | ausgeschieden                | ausgeschieden  | ausgeschieden             | ausgeschieden | ausgeschieden | =17    |
| Kai Schäfer                | Einzel     | Wraber                | 2:1 (21:19, 11:21, 21:13) | 3        | ausgeschieden | ausgeschieden      | ausgeschieden         | ausgeschieden                | ausgeschieden  | ausgeschieden             | ausgeschieden | ausgeschieden | =17    |
| Mark Lamsfuß Marvin Seidel | Doppel     | Beketov / Makhnovskiy | 2:0 (21:7, 21:9)          | 1        | —             | —                  | Popov / Popov         | 1:2 (21:18, 11:21, 10:17 WD) | ausgeschieden  | ausgeschieden             | ausgeschieden | ausgeschieden | =5     |
| Mark Lamsfuß Marvin Seidel | Doppel     | Rusew / Stojnow       | 2:1 (21:17, 18:21, 21:8)  | 1        | —             | —                  | Popov / Popov         | 1:2 (21:18, 11:21, 10:17 WD) | ausgeschieden  | ausgeschieden             | ausgeschieden | ausgeschieden | =5     |
| Mark Lamsfuß Marvin Seidel | Doppel     | Hansson / Z-Bexell    | 2:0 (21:16, 21:18)        | 1        | —             | —                  | Popov / Popov         | 1:2 (21:18, 11:21, 10:17 WD) | ausgeschieden  | ausgeschieden             | ausgeschieden | ausgeschieden | =5     |
| Mixed                      |            |                       |                           |          |               |                    |                       |                              |                |                           |               |               |        |
| Mark Lamsfuß Isabel Lohau  | Doppel     | Birker / Hochmeir     | 2:0 (21:12, 21:12)        | 2        | —             | —                  | Christiansen / Bøje   | Christiansen / Bøje          | ausgeschieden  | ausgeschieden             | ausgeschieden | ausgeschieden | = 5    |
| Mark Lamsfuß Isabel Lohau  | Doppel     | Ellis / Smith         | 1:2 (21:16, 17:21, 10:21) | 2        | —             | —                  | Christiansen / Bøje   | Christiansen / Bøje          | ausgeschieden  | ausgeschieden             | ausgeschieden | ausgeschieden | = 5    |
| Mark Lamsfuß Isabel Lohau  | Doppel     | Ivančič / Polanc      | 2:0 (21:13, 21:15)        | 2        | —             | —                  | Christiansen / Bøje   | Christiansen / Bøje          | ausgeschieden  | ausgeschieden             | ausgeschieden | ausgeschieden | = 5    |

### 3×3-Basketball
| Wettbewerb    | Männer                                                  | Frauen                                                       |
| ------------- | ------------------------------------------------------- | ------------------------------------------------------------ |
| Athleten      | Denzel Agyeman Linus Beikame Niklas Geske Philip Hecker | Emma Eichmeyer Victoria Poros Stella Reichert Luana Rodefeld |
| Gruppenphase  | Polen 21:20 Serbien 19:16 Estland 18:20                 | Griechenland 17:12 Rumänien 13:15 Österreich 17:20           |
| Viertelfinale | Tschechien 22:13                                        | ausgeschieden                                                |
| Halbfinale    | Belgien 15:21                                           | ausgeschieden                                                |
| Bronze/Finale | Polen 18:21                                             | ausgeschieden                                                |
| Rang          | 4                                                       | 13                                                           |

### Beachhandball
| Wettbewerb      | Männer | Frauen |
| --------------- | --- | --- |
| Athleten        | Philipp Alt Moritz Ebert Moritz Friedel Severin Henrich Jerrit Jungmann Lennart Liebeck Stefan Mollath Daniel Mühleisen Lauro Pichiri Matthew Wollin Lars Zelser Tobias Zeyen | Joelle Arno Julia Drachsler Jana Epple Belen Gettwart Carolin Hübner Isabel Kattner Kristina Krecken Nele Kurzke Paula Reips Michelle Schäfer Ryleene Teodoro Lotta Woch |
| Trainer         | Alexander Novakovic | Alexander Novakovic |
| Gruppenphase    | Kroatien 0:2 (24:27), (16:24) Ungarn 1:2 (24:25), (23:20), (8:9) Portugal 2:1 n. So. (31:24), (12:18), (10:8)                                                                 | Griechenland 2:0 (25:24 (GG)), (28:17) Portugal 2:0 (23:22), (32:17) Niederlande 0:2 (12:19), (22:27)                                                                    |
| Viertelfinale   | Spanien 0:2 (20:23), (25:24 (GG)) | Polen 2:0 (22:14), (32:16) |
| Halbfinale      | ausgeschieden | Dänemark 0:2 (26:28), (32:33) |
| Platzierung 5–8 | Kroatien 0:2 (23:28), (26:31) | - |
| Platzierung 7–8 | Polen 2:1 n. So. (21:18), (20:24), (9:8) | - |
| Spiel um Bronze | - | Norwegen 2:0 (26:18), (27,26) |
| Rang            | 7 | Bronze |

### Bogenschießen

#### Compound
| Athleten                         | Wettbewerb | Platzierungsrunde | Platzierungsrunde | Achtelfinale  | Achtelfinale | Viertelfinale | Viertelfinale | Halbfinale    | Halbfinale    | Finale        | Finale        | Rang |
| Athleten                         | Wettbewerb | Ringe             | Rang              | Gegner        | Ergebnis     | Gegner        | Ergebnis      | Gegner        | Ergebnis      | Gegner        | Ergebnis      | Rang |
| -------------------------------- | ---------- | ----------------- | ----------------- | ------------- | ------------ | ------------- | ------------- | ------------- | ------------- | ------------- | ------------- | ---- |
| Frauen                           |            |                   |                   |               |              |               |               |               |               |               |               |      |
| Katharina Raab                   | Einzel     | 693               | 10                | Andrea Munoz  | 143 : 145    | ausgeschieden | ausgeschieden | ausgeschieden | ausgeschieden | ausgeschieden | ausgeschieden | = 9  |
| Männer                           |            |                   |                   |               |              |               |               |               |               |               |               |      |
| Henning Lüpkemann                | Einzel     | 701               | 11                | Emircan Haney | 145:149      | ausgeschieden | ausgeschieden | ausgeschieden | ausgeschieden | ausgeschieden | ausgeschieden | = 9  |
| Mixed                            |            |                   |                   |               |              |               |               |               |               |               |               |      |
| Katharina Raab Henning Lüpkemann | Mannschaft | —                 | —                 | Polen         | 154:152      | Dänemark      | 154:158       | ausgeschieden | ausgeschieden | ausgeschieden | ausgeschieden | = 5  |

#### Recurve
| Athleten                                         | Wettbewerb | Platzierungsrunde | Platzierungsrunde | 1. Runde (32er) | 1. Runde (32er) | 2. Runde (16er)      | 2. Runde (16er) | Achtelfinale  | Achtelfinale  | Viertelfinale | Viertelfinale | Halbfinale    | Halbfinale    | Finale                 | Finale        | Rang   |
| Athleten                                         | Wettbewerb | Ringe             | Rang              | Gegner          | Erg.            | Gegner               | Erg.            | Gegner        | Erg.          | Gegner        | Erg.          | Gegner        | Erg.          | Gegner                 | Erg.          | Rang   |
| ------------------------------------------------ | ---------- | ----------------- | ----------------- | --------------- | --------------- | -------------------- | --------------- | ------------- | ------------- | ------------- | ------------- | ------------- | ------------- | ---------------------- | ------------- | ------ |
| Frauen                                           |            |                   |                   |                 |                 |                      |                 |               |               |               |               |               |               |                        |               |        |
| Katharina Bauer                                  | Einzel     | 661               | 7                 | —               | —               | Dimitra Papadopoulou | 2:6             | ausgeschieden | ausgeschieden | ausgeschieden | ausgeschieden | ausgeschieden | ausgeschieden | ausgeschieden          | ausgeschieden | = 17   |
| Michelle Kroppen                                 | Einzel     | 680               | 3                 | —               | —               | Natalia Lesniak      | 5:6             | ausgeschieden | ausgeschieden | ausgeschieden | ausgeschieden | ausgeschieden | ausgeschieden | ausgeschieden          | ausgeschieden | = 17   |
| Charline Schwarz                                 | Einzel     | 659               | 8                 | —               | —               | Dobromira Danailova  | 6:5             | Randi Degn    | 3:7           | ausgeschieden | ausgeschieden | ausgeschieden | ausgeschieden | ausgeschieden          | ausgeschieden | =9     |
| Katharina Bauer Michelle Kroppen Katharina Bauer | Mannschaft | —                 | —                 | —               | —               | —                    | —               | —             | —             | Polen         | 6 : 0         | Frankreich    | 0 : 6         | Italien                | 3 : 5         | 4      |
| Männer                                           |            |                   |                   |                 |                 |                      |                 |               |               |               |               |               |               |                        |               |        |
| Florian Unruh                                    | Einzel     | 686               | 2                 | —               | —               | Thomas Rufer         | 7:3             | Mauro Nespoli | 6:2           | Steve Wijler  | 6:5           | Pablo Acha    | 7:1           | Miguel Alvarino Garcia | 6:2           | Gold   |
| Mixed                                            |            |                   |                   |                 |                 |                      |                 |               |               |               |               |               |               |                        |               |        |
| Michelle Kroppen Florian Unruh                   | Mannschaft | —                 | —                 | —               | —               | —                    | —               | Schweiz       | 6 : 0         | Niederlande   | 6:0           | Spanien       | 2:6           | Moldau                 | 5:4           | Bronze |

### Boxen
| Athleten           | Wettbewerb                      | 1. Runde | 1. Runde | 2. Runde      | 2. Runde | Achtelfinale  | Achtelfinale  | Viertelfinale | Viertelfinale | Halbfinale    | Halbfinale    | Finale        | Finale        | Rang   |
| Athleten           | Wettbewerb                      | Gegner   | Ergebnis | Gegner        | Ergebnis | Gegner        | Ergebnis      | Gegner        | Ergebnis      | Gegner        | Ergebnis      | Gegner        | Ergebnis      | Rang   |
| ------------------ | ------------------------------- | -------- | -------- | ------------- | -------- | ------------- | ------------- | ------------- | ------------- | ------------- | ------------- | ------------- | ------------- | ------ |
| Frauen             |                                 |          |          |               |          |               |               |               |               |               |               |               |               |        |
| Maxi Klötzer       | Halbfliegengewicht (bis 50 kg)  | —        | —        | Freilos       | Freilos  | Rok           | 1:4           | ausgeschieden | ausgeschieden | ausgeschieden | ausgeschieden | ausgeschieden | ausgeschieden | =9     |
| Asya Ari           | Federgewicht (bis 57 kg)        | —        | —        | Nechita       | 2:3      | ausgeschieden | ausgeschieden | ausgeschieden | ausgeschieden | ausgeschieden | ausgeschieden | ausgeschieden | ausgeschieden | =17    |
| Lena Büchner       | Leichtgewicht (bis 60 kg)       | —        | —        | Beram         | 0:5      | ausgeschieden | ausgeschieden | ausgeschieden | ausgeschieden | ausgeschieden | ausgeschieden | ausgeschieden | ausgeschieden | =17    |
| Stefanie von Berge | Weltergewicht (bis 66 kg)       | —        | —        | Freilos       | Freilos  | Rygielska     | 1:4           | ausgeschieden | ausgeschieden | ausgeschieden | ausgeschieden | ausgeschieden | ausgeschieden | =9     |
| Irina Schönberger  | Mittelgewicht (bis 75 kg)       | —        | —        | Freilos       | Freilos  | Ryazeva       | 5:0           | Langerová     | 5:0           | Michel        | 0:5           | ausgeschieden | ausgeschieden | Bronze |
| Männer             |                                 |          |          |               |          |               |               |               |               |               |               |               |               |        |
| Salah Ibrahim Omar | Fliegengewicht (bis 51 kg)      | —        | —        | Morozov       | 5:0      | MacDonald     | 0:5           | ausgeschieden | ausgeschieden | ausgeschieden | ausgeschieden | ausgeschieden | ausgeschieden | =9     |
| Murat Yıldırım     | Federgewicht (bis 57 kg)        | —        | —        | Freilos       | Freilos  | Veres         | 1:4           | ausgeschieden | ausgeschieden | ausgeschieden | ausgeschieden | ausgeschieden | ausgeschieden | =9     |
| Assan Hansen       | Halbweltergewicht (bis 63,5 kg) | —        | —        | Charzys       | 4:1      | Oumiha        | 1:4           | ausgeschieden | ausgeschieden | ausgeschieden | ausgeschieden | ausgeschieden | ausgeschieden | =9     |
| Magomed Schachidow | Halbmittelgewicht (bis 71 kg)   | Freilos  | Freilos  | Akbar         | 4:1      | Petropoulos   | 5:0           | Erdemir       | 0:5           | ausgeschieden | ausgeschieden | ausgeschieden | ausgeschieden | =5     |
| Kevin Schumann     | Halbschwergewicht (bis 80 kg)   | —        | —        | Allahverdiyev | RSC-R3   | ausgeschieden | ausgeschieden | ausgeschieden | ausgeschieden | ausgeschieden | ausgeschieden | ausgeschieden | ausgeschieden | =17    |
| Alexander Okafor   | Schwergewicht (bis 92 kg)       | —        | —        | Rojku         | 5:0      | Michalek      | 5:0           | Reyes         | 0:5           | ausgeschieden | ausgeschieden | ausgeschieden | ausgeschieden | =9     |
| Nelvie Tiafack     | Superschwergewicht (ab 92 kg)   | —        | —        | Bertens       | 5:0      | Aboudou       | 4:1           | Ghadfa        | 3:2           | Abdullayev    | 1:4           | ausgeschieden | ausgeschieden | Bronze |

### Breaking
| Athleten | Wettbewerb | Vorrunde | Vorrunde | Vorrunde | Vorrunde | Vorrunde | Vorrunde | Viertelfinale | Viertelfinale | Halbfinale    | Halbfinale    | Finale        | Finale        | Rang |
| Athleten | Wettbewerb | Gegner   | Erg.     | Gegner   | Erg.     | Gegner   | Erg.     | Gegner        | Erg.          | Gegner        | Erg.          | Gegner        | Erg.          | Rang |
| -------- | ---------- | -------- | -------- | -------- | -------- | -------- | -------- | ------------- | ------------- | ------------- | ------------- | ------------- | ------------- | ---- |
| Frauen   |            |          |          |          |          |          |          |               |               |               |               |               |               |      |
| Jilou    | B-Girls    | Madmax   | 2:0      | Nicka    | 0:2      | Starus   | 1:1      | India         | 0:2           | ausgeschieden | ausgeschieden | ausgeschieden | ausgeschieden | 6    |
| Pauline  | B-Girls    | Syssy    | 0:2      | India    | 0:2      | Furia    | 2:0      | ausgeschieden | ausgeschieden | ausgeschieden | ausgeschieden | ausgeschieden | ausgeschieden | 12   |

### Fechten
| Athleten                                                            | Wettbewerb         | Vorrunde | Vorrunde | 1. Runde | 1. Runde | 2. Runde              | 2. Runde      | 3. Runde      | 3. Runde      | Achtelfinale  | Achtelfinale  | Viertelfinale | Viertelfinale | Halbfinale         | Halbfinale    | Finale         | Finale        | Rang   |
| Athleten                                                            | Wettbewerb         | S:N      | Rang     | Gegner   | Erg.     | Gegner                | Erg.          | Gegner        | Erg.          | Gegner        | Erg.          | Gegner        | Erg.          | Gegner             | Erg.          | Gegner         | Erg.          | Rang   |
| ------------------------------------------------------------------- | ------------------ | -------- | -------- | -------- | -------- | --------------------- | ------------- | ------------- | ------------- | ------------- | ------------- | ------------- | ------------- | ------------------ | ------------- | -------------- | ------------- | ------ |
| Frauen                                                              |                    |          |          |          |          |                       |               |               |               |               |               |               |               |                    |               |                |               |        |
| Alexandra Ehler                                                     | Degen              | 4:2      | 3        | —        | —        | Goldmann              | 15:14         | Differt       | 15:11         | Ertürk        | 15:8          | Muhari        | 15:12         | Bezhura            | 12:15         | ausgeschieden  | ausgeschieden | Bronze |
| Lara Goldmann                                                       | Degen              | 3:3      | 5        | —        | —        | Ehler                 | 14:15         | ausgeschieden | ausgeschieden | ausgeschieden | ausgeschieden | ausgeschieden | ausgeschieden | ausgeschieden      | ausgeschieden | ausgeschieden  | ausgeschieden | 47     |
| Ricarda Multerer                                                    | Degen              | 2:3      | 4        | —        | —        | Kharkova              | 8:7           | Kun           | 10:15         | ausgeschieden | ausgeschieden | ausgeschieden | ausgeschieden | ausgeschieden      | ausgeschieden | ausgeschieden  | ausgeschieden | 30     |
| Laura Wetzker                                                       | Degen              | 4:2      | 2        | —        | —        | Swatowska-Wenglarczyk | 11:15         | ausgeschieden | ausgeschieden | ausgeschieden | ausgeschieden | ausgeschieden | ausgeschieden | ausgeschieden      | ausgeschieden | ausgeschieden  | ausgeschieden | 40     |
| Larissa Eifler                                                      | Säbel              | 4:1      | 1        | —        | —        | Freilos               | Freilos       | Katona        | 12:15         | ausgeschieden | ausgeschieden | ausgeschieden | ausgeschieden | ausgeschieden      | ausgeschieden | ausgeschieden  | ausgeschieden | 20     |
| Julika Funke                                                        | Säbel              | 2:4      | 6        | —        | —        | Bolshakova            | 11:15         | ausgeschieden | ausgeschieden | ausgeschieden | ausgeschieden | ausgeschieden | ausgeschieden | ausgeschieden      | ausgeschieden | ausgeschieden  | ausgeschieden | 38     |
| Elisabeth Gette                                                     | Säbel              | 2:4      | 5        | —        | —        | Hernández             | 14:15         | ausgeschieden | ausgeschieden | ausgeschieden | ausgeschieden | ausgeschieden | ausgeschieden | ausgeschieden      | ausgeschieden | ausgeschieden  | ausgeschieden | 37     |
| Felice Herbon                                                       | Säbel              | 1:4      | 6        | —        | —        | ausgeschieden         | ausgeschieden | ausgeschieden | ausgeschieden | ausgeschieden | ausgeschieden | ausgeschieden | ausgeschieden | ausgeschieden      | ausgeschieden | ausgeschieden  | ausgeschieden | 43     |
| Alexandra Ehler Lara Goldmann Ricarda Multerer Laura Wetzker        | Degen Mannschaft   | —        | —        | —        | —        | —                     | —             | Freilos       | Freilos       | Estland       | 30:31         | Georgien      | 43:45         | Finnland           | 45:32         | Tschechien     | 45:32         | 13     |
| Leandra Behr Aliya Dhuique-Hein Leonie Ebert Anne Sauer             | Florett Mannschaft | —        | —        | —        | —        | —                     | —             | —             | —             | Israel        | 45:33         | Polen         | 41:33         | Frankreich         | 31:45         | Ungarn         | 45:38         | Bronze |
| Larissa Eifler Julika Funke Elisabeth Gette                         | Säbel Mannschaft   | —        | —        | —        | —        | —                     | —             | —             | —             | Polen         | 45:42         | Frankreich    | 29:45         | Spanien            | 43:45         | Griechenland   | 43:45         | 8      |
| Männer                                                              |                    |          |          |          |          |                       |               |               |               |               |               |               |               |                    |               |                |               |        |
| Nikolaus Bodoczi                                                    | Degen              | 4:2      | 2        | Freilos  | Freilos  | Bargues               | 11:15         | ausgeschieden | ausgeschieden | ausgeschieden | ausgeschieden | ausgeschieden | ausgeschieden | ausgeschieden      | ausgeschieden | ausgeschieden  | ausgeschieden | 41     |
| Marco Brinkmann                                                     | Degen              | 3:2      | 3        | Freilos  | Freilos  | Beran                 | 15:7          | Paavolainen   | 12:15         | ausgeschieden | ausgeschieden | ausgeschieden | ausgeschieden | ausgeschieden      | ausgeschieden | ausgeschieden  | ausgeschieden | 28     |
| Richard Schmidt                                                     | Degen              | 5:1      | 3        | Freilos  | Freilos  | Theodoropoulos        | 15:13         | Frazão        | 8:15          | ausgeschieden | ausgeschieden | ausgeschieden | ausgeschieden | ausgeschieden      | ausgeschieden | ausgeschieden  | ausgeschieden | 23     |
| Samuel Unterhauser                                                  | Degen              | 6:0      | 1        | Freilos  | Freilos  | Ferot                 | 15:13         | Reizlin       | 11:15         | ausgeschieden | ausgeschieden | ausgeschieden | ausgeschieden | ausgeschieden      | ausgeschieden | ausgeschieden  | ausgeschieden | 17     |
| Paul Faul                                                           | Florett            | 3:3      | 4        | —        | —        | Klein                 | 15:9          | Totušek       | 8:15          | ausgeschieden | ausgeschieden | ausgeschieden | ausgeschieden | ausgeschieden      | ausgeschieden | ausgeschieden  | ausgeschieden | 27     |
| Alexander Kahl                                                      | Florett            | 5:1      | 1        | —        | —        | Freilos               | Freilos       | Goren         | 15:12         | Rieger        | 14:15         | ausgeschieden | ausgeschieden | ausgeschieden      | ausgeschieden | ausgeschieden  | ausgeschieden | 10     |
| Luis Klein                                                          | Florett            | 3:3      | 3        | —        | —        | Faul                  | 9:15          | ausgeschieden | ausgeschieden | ausgeschieden | ausgeschieden | ausgeschieden | ausgeschieden | ausgeschieden      | ausgeschieden | ausgeschieden  | ausgeschieden | 40     |
| Laurenz Rieger                                                      | Florett            | 4:2      | 3        | —        | —        | Bagdány               | 15:10         | Cook          | 15:4          | Kahl          | 11:15         | Yunes         | 15:13         | Winterberg-Poulsen | 11:15         | ausgeschieden  | ausgeschieden | Bronze |
| Raoul Bonah                                                         | Säbel              | 5:1      | 1        | —        | —        | Freilos               | Freilos       | Neri          | 15:6          | Deary         | 10:15         | ausgeschieden | ausgeschieden | ausgeschieden      | ausgeschieden | ausgeschieden  | ausgeschieden | 10     |
| Lorenz Kempf                                                        | Säbel              | 5:0      | 1        | —        | —        | Freilos               | Freilos       | Bazadze       | 15:11         | Yıldırım      | 15:14         | Szilágyi      | 8:15          | ausgeschieden      | ausgeschieden | ausgeschieden  | ausgeschieden | 6      |
| Frederic Kindler                                                    | Säbel              | 4:2      | 3        | —        | —        | Freilos               | Freilos       | Hryciuk       | 6:15          | ausgeschieden | ausgeschieden | ausgeschieden | ausgeschieden | ausgeschieden      | ausgeschieden | ausgeschieden  | ausgeschieden | 21     |
| Matyas Szabo                                                        | Säbel              | DNS      | DNS      | DNS      | DNS      | DNS                   | DNS           | DNS           | DNS           | DNS           | DNS           | DNS           | DNS           | DNS                | DNS           | DNS            | DNS           | DNS    |
| Nikolaus Bodoczi Marco Brinkmann Richard Schmidt Samuel Unterhauser | Degen Mannschaft   | —        | —        | —        | —        | —                     | —             | Griechenland  | 45:21         | Ukraine       | 37:44         | Belgien       | 45:33         | Dänemark           | 45:36         | Israel         | 32:45         | 10     |
| Alexander Kahl Luis Klein Laurenz Rieger                            | Florett Mannschaft | —        | —        | —        | —        | —                     | —             | Freilos       | Freilos       | Israel        | 45:32         | Polen         | 45:44         | Frankreich         | 43:45         | Großbritannien | 45:43         | Bronze |
| Raoul Bonah Lorenz Kempf Frederic Kindler Matyas Szabo              | Säbel Mannschaft   | —        | —        | —        | —        | —                     | —             | Freilos       | Freilos       | Island        | 45:18         | Spanien       | 45:38         | Italien            | 34:45         | Ungarn         | 45:28         | Bronze |

### Judo
| Athleten | Wettbewerb | 1. Runde | 1. Runde | Achtelfinale | Achtelfinale | Viertelfinale | Viertelfinale | Halbfinale  | Halbfinale | Finale   | Finale   | Rang   |
| Athleten | Wettbewerb | Gegner   | Ergebnis | Gegner       | Ergebnis     | Gegner        | Ergebnis      | Gegner      | Ergebnis   | Gegner   | Ergebnis | Rang   |
| --- | ---------- | -------- | -------- | ------------ | ------------ | ------------- | ------------- | ----------- | ---------- | -------- | -------- | ------ |
| Mixed |            |          |          |              |              |               |               |             |            |          |          |        |
| Erik Abramov Seija Ballhaus Miriam Butkereit Losseni Koné Renée Lucht Martin Matijass Jano Rübo Giovanna Scoccimarro Pauline Starke Eduard Trippel | Mannschaft | Freilos  | Freilos  | Österreich   | 4:1          | Ungarn        | 4:3           | Niederlande | 4:2        | Georgien | 1:4      | Silber |

Ersatz: Samira Bouizgarne, Alexander Gabler, Anna Maria Wagner, Igor Wandtke

### Kanu

#### Kanurennsport
| Athleten                                               | Wettbewerb | Vorlauf      | Vorlauf | Vorlauf       | Halbfinale                      | Halbfinale                      | Halbfinale                      | Finale        | Finale        | Rang   |
| Athleten                                               | Wettbewerb | Zeit         | Rang    | Qualifikation | Zeit                            | Rang                            | Qualifikation                   | Zeit          | Rang          | Rang   |
| ------------------------------------------------------ | ---------- | ------------ | ------- | ------------- | ------------------------------- | ------------------------------- | ------------------------------- | ------------- | ------------- | ------ |
| Frauen                                                 |            |              |         |               |                                 |                                 |                                 |               |               |        |
| Lisa Jahn                                              | C1 200 m   | 47,454 s     | 3       | A-Finale      | bereits für Finale qualifiziert | bereits für Finale qualifiziert | bereits für Finale qualifiziert | 47,789 s      | 4             | 4      |
| Annika Loske                                           | C1 500 m   | —            | —       | —             | —                               | —                               | —                               | 2:09,582 min  | 6             | 6      |
| Lisa Jahn Hedi Kliemke                                 | C2 500 m   | 2:01,212 min | 3       | A-Finale      | bereits für Finale qualifiziert | bereits für Finale qualifiziert | bereits für Finale qualifiziert | 2:01,121 min  | 5             | 5      |
| Pauline Jagsch                                         | K1 500 m   | 1:55,113 min | 3       | Halbfinale    | 1:53,804 min                    | 2                               | A-Finale                        | 1:53,041 min  | 8             | 8      |
| Jule Hake Paulina Paszek                               | K2 500 m   | 1:41,250 min | 1       | A-Finale      | bereits für Finale qualifiziert | bereits für Finale qualifiziert | bereits für Finale qualifiziert | 1:43,304 min  | 4             | 4      |
| Jule Hake Katinka Hofmann Lena Röhlings Paulina Paszek | K4 500 m   | 1:33,529 min | 2       | A-Finale      | bereits für Finale qualifiziert | bereits für Finale qualifiziert | bereits für Finale qualifiziert | 1:32,619 min  | 2             | Silber |
| Männer                                                 |            |              |         |               |                                 |                                 |                                 |               |               |        |
| Nico Pickert                                           | C1 200 m   | 40,252 s     | 6       | Halbfinale    | 41,364 s                        | 6                               | ausgeschieden                   | ausgeschieden | ausgeschieden | 12     |
| Peter Kretschmer Tim Hecker                            | C2 500 m   | 1:41,861 min | 3       | A-Finale      | bereits für Finale qualifiziert | bereits für Finale qualifiziert | bereits für Finale qualifiziert | 1:41,228 min  | 6             | 6      |
| Max Lemke                                              | K1 200 m   | 35,343 s     | 6       | Halbfinale    | 36,209 s                        | 5                               | ausgeschieden                   | ausgeschieden | ausgeschieden | 11     |
| Moritz Florstedt                                       | K1 500 m   | 1:40,401 min | 1       | A-Finale      | bereits für Finale qualifiziert | bereits für Finale qualifiziert | bereits für Finale qualifiziert | 1:38,608 min  | 7             | 7      |
| Felix Frank Martin Hiller                              | K2 500 m   | 1:29,685 min | 2       | Halbfinale    | 1:30,364 min                    | 1                               | A-Finale                        | 1:29,825 min  | 2             | Silber |
| Max Lemke Tom Liebscher Max Rendschmidt Jacob Schopf   | K4 500 m   | 1:21,615 min | 5       | Halbfinale    | 1:22,321 min                    | 1                               | A-Finale                        | 1:29,825 min  | 2             | Silber |
| Mixed                                                  |            |              |         |               |                                 |                                 |                                 |               |               |        |
| Theodor Orban Julia Lagerstam                          | K2 200 m   | 35,075 s     | 3       | Halbfinale    | 34,194 s                        | 1                               | A-Finale                        | 34,700 s      | 3             | Bronze |
| Nico Pickert Annika Loske                              | C2 200 m   | 41,506 s     | 3       | A-Finale      | bereits für Finale qualifiziert | bereits für Finale qualifiziert | bereits für Finale qualifiziert | 40,697 s      | 3             | Bronze |

#### Kanuslalom
| Athleten                                  | Wettbewerb          | Vorlauf 1 | Vorlauf 1 | Vorlauf 2 | Vorlauf 2 | Halbfinale | Halbfinale | Finale        | Finale        | Rang   |
| Athleten                                  | Wettbewerb          | Zeit      | Rang      | Zeit      | Rang      | Zeit       | Rang       | Zeit          | Rang          | Rang   |
| ----------------------------------------- | ------------------- | --------- | --------- | --------- | --------- | ---------- | ---------- | ------------- | ------------- | ------ |
| Frauen                                    |                     |           |           |           |           |            |            |               |               |        |
| Nele Bayn                                 | C1                  | 120,27 s  | 30        | 113,21 s  | 6         | 117,04 s   | 15         | ausgeschieden | ausgeschieden | 15     |
| Andrea Herzog                             | C1                  | 108,67 s  | 13        | —         | —         | 116,61 s   | 14         | ausgeschieden | ausgeschieden | 14     |
| Elena Lilik                               | C1                  | 102,06 s  | 1         | —         | —         | 110,04 s   | 1          | 109,67 s      | 1             | Gold   |
| Elena Lilik                               | K1                  | 95,75 s   | 5         | —         | —         | 101,79 s   | 1          | 110,71 s      | 10            | 10     |
| Ricarda Funk                              | K1                  | 96,67 s   | 7         | —         | —         | 104,86 s   | 10         | 99,09 s       | 1             | Gold   |
| Emily Apel                                | K1                  | 104,31 s  | 28        | 105,12 s  | 5         | 106,65 s   | 16         | ausgeschieden | ausgeschieden | 16     |
| Andrea Herzog Elena Lilik Nele Bayn       | Canadier Mannschaft | —         | —         | —         | —         | —          | —          | 121,60 s      | 3             | Bronze |
| Ricarda Funk Elena Lilik Emily Apel       | Kajak Mannschaft    | —         | —         | —         | —         | —          | —          | 113,17 s      | 3             | Bronze |
| Männer                                    |                     |           |           |           |           |            |            |               |               |        |
| Franz Anton                               | C1                  | 90,93 s   | 1         | —         | —         | 99,98 s    | 10         | 109,59 s      | 8             | 8      |
| Sideris Tasiadis                          | C1                  | 91,75 s   | 4         | —         | —         | 101,67 s   | 16         | ausgeschieden | ausgeschieden | 16     |
| Timo Trummer                              | C1                  | 96,06 s   | 20        | —         | —         | 99,75 s    | 9          | 98,57 s       | 5             | 5      |
| Hannes Aigner                             | K1                  | 88,56 s   | 18        | —         | —         | 92,88 s    | 12         | ausgeschieden | ausgeschieden | 12     |
| Noah Hegge                                | K1                  | 86,46 s   | 7         | —         | —         | 92,33 s    | 25         | ausgeschieden | ausgeschieden | 25     |
| Stefan Hengst                             | K1                  | 88,83 s   | 22        | —         | —         | 90,83 s    | 37         | ausgeschieden | ausgeschieden | 37     |
| Franz Anton Sideris Tasiadis Timo Trummer | Canadier Mannschaft | —         | —         | —         | —         | —          | —          | 101,69 s      | 1             | Gold   |
| Hannes Aigner Stefan Hengst Noah Hegge    | Kajak Mannschaft    | —         | —         | —         | —         | —          | —          | 102,90 s      | 6             | 6      |

| Athleten      | Wettbewerb  | Qualifikation | Qualifikation | Viertelfinale | Halbfinale    | Finale        | Rang   |
| Athleten      | Wettbewerb  | Zeit          | Rang          | Rang          | Rang          | Rang          | Rang   |
| ------------- | ----------- | ------------- | ------------- | ------------- | ------------- | ------------- | ------ |
| Frauen        |             |               |               |               |               |               |        |
| Emily Apel    | Kayak Cross | 76,39 s       | 37            | ausgeschieden | ausgeschieden | ausgeschieden | 37     |
| Ricarda Funk  | Kayak Cross | 67,57 s       | 2             | 1             | 1             | 2             | Silber |
| Elena Lilik   | Kayak Cross | 68,41 s       | 6             | 1             | 3             | ausgeschieden | 6      |
| Männer        |             |               |               |               |               |               |        |
| Hannes Aigner | Kayak Cross | 65,06 s       | 17            | ausgeschieden | ausgeschieden | ausgeschieden | 17     |
| Noah Hegge    | Kayak Cross | 66,31 s       | 20            | ausgeschieden | ausgeschieden | ausgeschieden | 22     |
| Stefan Hengst | Kayak Cross | 61,85 s       | 1             | 2             | 3             | ausgeschieden | 5      |

### Karate

#### Kumite
| Athleten      | Wettbewerb        | Gruppenphase | Gruppenphase | Gruppenphase | Gruppenphase | Gruppenphase | Gruppenphase | Gruppenphase | Halbfinale    | Halbfinale    | Finale        | Finale        | Rang |
| Athleten      | Wettbewerb        | Gegner       | Ergebnis     | Gegner       | Ergebnis     | Gegner       | Ergebnis     | Rang         | Gegner        | Ergebnis      | Gegner        | Ergebnis      | Rang |
| ------------- | ----------------- | ------------ | ------------ | ------------ | ------------ | ------------ | ------------ | ------------ | ------------- | ------------- | ------------- | ------------- | ---- |
| Frauen        |                   |              |              |              |              |              |              |              |               |               |               |               |      |
| Shara Hubrich | Kumite bis 50 kg  | Özçelik      | 0:0          | Teymurova    | 1:3          | Perfetto     | 2:2          | 4            | ausgeschieden | ausgeschieden | ausgeschieden | ausgeschieden | =7   |
| Gizem Buğur   | Kumite bis 55 kg  | Brunori      | 2:2          | Yakan        | 2:3          | Terliuga     | 0:3          | 3            | ausgeschieden | ausgeschieden | ausgeschieden | ausgeschieden | =5   |
| Reem Khamis   | Kumite bis 61 kg  | Mikulska     | 5:4          | Snel         | 4:0          | Gözütok      | 3:0          | 1            | Mangiacapra   | 7:1           | Serogina      | 2*:2          | Gold |
| Johanna Kneer | Kumite über 68 kg | Kydonaki     | 4:2          | Keinänen     | 1:0          | Daniszewska  | 5:0          | 1            | Torres        | 7:2           | Ferracuti     | 5*:5          | Gold |
| Männer        |                   |              |              |              |              |              |              |              |               |               |               |               |      |
| Florian Haas  | Kumite bis 60 kg  | Crescenzo    | 0:2          | Filipov      | 0:0          | Gehtbarg     | 2:2          | 3            | ausgeschieden | ausgeschieden | ausgeschieden | ausgeschieden | =7   |

### Kickboxen
| Athleten         | Wettbewerb                                     | Viertelfinale | Viertelfinale | Halbfinale    | Halbfinale    | Finale        | Finale        | Rang   |
| Athleten         | Wettbewerb                                     | Gegner        | Ergebnis      | Gegner        | Ergebnis      | Gegner        | Ergebnis      | Rang   |
| ---------------- | ---------------------------------------------- | ------------- | ------------- | ------------- | ------------- | ------------- | ------------- | ------ |
| Frauen           |                                                |               |               |               |               |               |               |        |
| Aline Sodjinou   | Vollkontakt Schwergewicht (bis 70,0 kg)        | Filipová      | 2:1           | Juja          | 2:0           | Krstić        | 1:2           | Silber |
| Michelle Mesmer  | Leichtkontakt Federgewicht (bis 50,0 kg)       | Hagen         | 2:1           | Nikolova      | 0:3           | ausgeschieden | ausgeschieden | Bronze |
| Angelina Bröhan  | Point Fighting Federgewicht (bis 50,0 kg)      | Trovalusci    | 5:15          | ausgeschieden | ausgeschieden | ausgeschieden | ausgeschieden | =5     |
| Kiara Mager      | Point Fighting Mittelgewicht (bis 60,0 kg)     | Sjövall       | 14:4          | Ceci          | 6:9           | ausgeschieden | ausgeschieden | Bronze |
| Stefanie Megerle | Point Fighting Schwergewicht (bis 70,0 kg)     | Baloh         | 13:14         | ausgeschieden | ausgeschieden | ausgeschieden | ausgeschieden | =5     |
| Männer           |                                                |               |               |               |               |               |               |        |
| Anis Triqui      | Leichtkontakt Leichtgewicht (bis 63,0 kg)      | Zagoranski    | 3:0           | Iglesias      | RSC R1        | Penzo         | 0:3           | Silber |
| Al Amin Rmadan   | Leichtkontakt Mittelgewicht (bis 79,0 kg)      | Zamyatin      | 3:0           | Krastanov     | 3:0           | Fésű          | 3:0           | Gold   |
| Roland Viczian   | Point Fighting Leichtgewicht (bis 63,0 kg)     | Kasprzyk      | 11:1          | Tsampodimos   | 9:19          | ausgeschieden | ausgeschieden | Bronze |
| Sandro Peters    | Point Fighting Halbschwergewicht (bis 84,0 kg) | Papadopoulos  | 11:1          | Kır           | 13:3          | McGlinchey    | 16:15         | Gold   |

### Leichtathletik
| Wettbewerb  | Wettbewerb | Punkte | Punkte | Punkte | Punkte | Punkte | Punkte | Punkte     | Punkte    | Punkte    | Punkte      | Punkte           | Punkte      | Punkte    | Punkte     | Punkte     | Punkte         | Punkte     | Punkte     | Punkte     | Punkte | Rang   |
| Wettbewerb  | Wettbewerb | 100 m  | 200 m  | 400 m  | 800 m  | 1500 m | 5000 m | 110 m Hü.* | 400 m Hü. | 4 × 100 m | 4 × 400 m** | 3000 m Hindernis | Kugelstoßen | Speerwurf | Hammerwurf | Diskuswurf | Stabhochsprung | Hochsprung | Dreisprung | Weitsprung | Gesamt | Rang   |
| ----------- | ---------- | ------ | ------ | ------ | ------ | ------ | ------ | ---------- | --------- | --------- | ----------- | ---------------- | ----------- | --------- | ---------- | ---------- | -------------- | ---------- | ---------- | ---------- | ------ | ------ |
| 1. Division | Männer     | 12     | 10     | 13     | 4      | 2      | 5      | 9          | 0         | 16        | 11          | 12               | 8           | 16        | 13         | 15         | 10,5           | 13         | 1          | 6          | 385,5  | Bronze |
| 1. Division | Frauen     | 8      | 2      | 7      | 14     | 14     | 12     | 8          | 16        | 12        | 11          | 11               | 15          | 15        | 11         | 16         | 10             | 12         | 13         | 13         | 385,5  | Bronze |

* Die Frauen traten über 100 m Hürden, statt 110 m Hürden an.
** Die 4 × 400 m waren ein Mixed-Wettkampf.

#### Einzelresultate
| Wettbewerb       | Männer                                                   | Männer       | Männer | Männer      | Frauen                                                 | Frauen       | Frauen | Frauen      |
| Wettbewerb       | Athlet                                                   | Ergebnis     | Rang   | Rang Gesamt | Athletin                                               | Ergebnis     | Rang   | Rang Gesamt |
| ---------------- | -------------------------------------------------------- | ------------ | ------ | ----------- | ------------------------------------------------------ | ------------ | ------ | ----------- |
| 100 m            | Robin Ganter                                             | 10,28 s      | 05     | 06          | Lisa Mayer                                             | 11,36 s      | 09     | 11          |
| 200 m            | Robin Ganter                                             | 20,89 s      | 07     | 11          | Alexandra Burghardt                                    | 23,61 s      | 14     | 23          |
| 400 m            | Manuel Sanders                                           | 45,24 s PB   | 04     | 04          | Laura Müller                                           | 52,32 s      | 10     | 16          |
| 800 m            | Luis Oberbeck                                            | 1:47,97 min  | 13     | 16          | Majtie Kolberg                                         | 2:00,72 min  | 03     | 07          |
| 1500 m           | Amos Bartelsmeyer                                        | 3:48,59 min  | 15     | 32          | Hanna Klein                                            | 4:12,14 min  | 03     | 09          |
| 5000 m           | Florian Bremm                                            | 14:14,87 min | 12     | 22          | Lea Meyer                                              | 15:33,75 min | 05     | 08          |
| 110/100 m Hürden | Manuel Mordi                                             | 13,67 s      | 08     | 09          | Monika Zapalska                                        | 13,32 s      | 09     | 20          |
| 400 m Hürden     | Joshua Abuaku                                            | DNF          | DNF    | DNF         | Carolina Krafzik                                       | 54,47 s      | 01     | Gold        |
| 3000 m Hindernis | Frederik Ruppert                                         | 8:32,99 min  | 05     | 05          | Pauline Meyer                                          | 9:57,84 min  | 06     | 11          |
| 4 × 100 m        | Julian Wagner Marvin Schulte Joshua Hartmann Yannik Wolf | 38,34 s SB   | 01     | Gold        | Lisa Nippgen Lisa Mayer Louise Wieland Jennifer Montag | 43,24 s SB   | 04     | 04          |
| Kugelstoßen      | Xaver Hastenrath                                         | 19,14 m      | 09     | 17          | Yemisi Ogunleye                                        | 18,85 m      | 02     | Silber      |
| Speerwurf        | Julian Weber                                             | 86,26 m      | 01     | Gold        | Christin Hussong                                       | 60,05 m SB   | 02     | 05          |
| Hammerwurf       | Merlin Hummel                                            | 73,99 m      | 04     | 05          | Samantha Borutta                                       | 68,97 m      | 06     | 08          |
| Diskuswurf       | Henrik Janssen                                           | 64,09 m      | 02     | 04          | Kristin Pudenz                                         | 66,84 m      | 01     | Gold        |
| Stabhochsprung   | Gillian Ladwig                                           | 5,65 m       | 0=6    | 0=6         | Sarah Franziska Vogel                                  | 4,40 m PB    | 07     | 09          |
| Hochsprung       | Tobias Potye                                             | 2,26 m       | 04     | 04          | Blessing Enatoh                                        | 1,87 m =PB   | 05     | 10          |
| Dreisprung       | Tim Lübbert                                              | 14,08 m      | 16     | 38          | Kira Wittmann                                          | 13,71 m      | 04     | 06          |
| Weitsprung       | Simon Batz                                               | 7,52 m       | 11     | 20          | Maryse Luzolo                                          | 6,49 m       | 04     | 07          |

| Wettbewerb | Mixed                                                              | Mixed          | Mixed | Mixed       |
| Wettbewerb | Athleten                                                           | Ergebnis       | Rang  | Rang Gesamt |
| ---------- | ------------------------------------------------------------------ | -------------- | ----- | ----------- |
| 4 × 400 m  | Manuel Sanders Elisa Lechleitner Jean Paul Bredau Carolina Krafzik | 3:14,00 min SB | 06    | 06          |

Ersatz: Emil Agyekum, Aleksandar Ašković, Mikaelle Assani, Karl Bebendorf, Dennis Biederbick, Shanice Craft, Max Dehning, Eileen Demes, Judith Franzen, Sara Gambetta, Kristin Gierisch, Luka Herden, Christina Hering, Max Heß, Raphael Holzdeppe, Esther Imariagbee, Sören Klose, Tizian Lauria, Jana Marie Lowka, Sina Mayer, Gregory Minoue, Imke Onnen, Alina Reh, Steven Richter, Patrick Schneider, Hannah Stegenwallner, Maximilian Thorwirth, Falk Wendrich, Nele Weßel, Leni Freiya Wildgrube

### Moderner Fünfkampf
| Athleten                                          | Wettbewerb | Qualifikation | Qualifikation | Halbfinale    | Halbfinale    | Finale        | Finale        | Finale        | Finale        | Finale        | Finale        | Finale        | Finale        | Gesamt        | Gesamt |
| Athleten                                          | Wettbewerb | Qualifikation | Qualifikation | Halbfinale    | Halbfinale    | Fechten       | Fechten       | Reiten        | Reiten        | Schwimmen     | Schwimmen     | Combined      | Combined      | Gesamt        | Gesamt |
| Athleten                                          | Wettbewerb | Punkte        | Rang          | Punkte        | Rang          | Punkte        | Rang          | Punkte        | Rang          | Punkte        | Rang          | Punkte        | Rang          | Punkte        | Rang   |
| ------------------------------------------------- | ---------- | ------------- | ------------- | ------------- | ------------- | ------------- | ------------- | ------------- | ------------- | ------------- | ------------- | ------------- | ------------- | ------------- | ------ |
| Frauen                                            |            |               |               |               |               |               |               |               |               |               |               |               |               |               |        |
| Janine Kohlmann                                   | Einzel     | 1102          | 16            | 1106          | 7             | 227           | 5             | 293           | 9             | 278           | 8             | 600           | 13            | 1398          | 12     |
| Rebecca Langrehr                                  | Einzel     | 1104          | 11            | 1113          | 1             | 232           | 4             | 298           | 7             | 278           | 7             | 597           | 14            | 1405          | 10     |
| Cicelle Leh                                       | Einzel     | 992           | 24            | ausgeschieden | ausgeschieden | ausgeschieden | ausgeschieden | ausgeschieden | ausgeschieden | ausgeschieden | ausgeschieden | ausgeschieden | ausgeschieden | ausgeschieden | 50     |
| Annika Zillekens                                  | Einzel     | 1080          | 3             | 1111          | 6             | 227           | 6             | 299           | 6             | 275           | 11            | 614           | 12            | 1415          | 8      |
| Janine Kohlmann Rebecca Langrehr Annika Zillekens | Mannschaft | 1415          | 1415          | 1415          | 1415          | 1415          | 1415          | 1415          | 1415          | 1415          | 1415          | 1415          | 1415          | 4218          | Gold   |
| Männer                                            |            |               |               |               |               |               |               |               |               |               |               |               |               |               |        |
| Marvin Dogue                                      | Einzel     | 1196          | 6             | 1203          | 4             | 237           | 4             | 300           | 2             | 301           | 12            | 677           | 10            | 1515          | 6      |
| Patrick Dogue                                     | Einzel     | 1190          | 7             | 1209          | 5             | 252           | 2             | 279           | 15            | 299           | 15            | 665           | 16            | 1495          | 10     |
| Pele Uibel                                        | Einzel     | 1192          | 17            | 1161          | 15            | ausgeschieden | ausgeschieden | ausgeschieden | ausgeschieden | ausgeschieden | ausgeschieden | ausgeschieden | ausgeschieden | ausgeschieden | 30     |
| Christian Zillekens                               | Einzel     | 1190          | 6             | 1201          | 10            | ausgeschieden | ausgeschieden | ausgeschieden | ausgeschieden | ausgeschieden | ausgeschieden | ausgeschieden | ausgeschieden | ausgeschieden | 19     |
| Marvin Dogue Patrick Dogue Christian Zillekens    | Mannschaft |               |               |               |               |               |               |               |               |               |               |               |               |               | 4      |
| Mixed                                             |            |               |               |               |               |               |               |               |               |               |               |               |               |               |        |
| Christian Zillekens Cicelle Leh                   | Staffel    | —             | —             | —             | —             | 215           | 9             | 264           | 12            | 309           | 9             | 562           | 7             | 1350          | 9      |

### Muay Thai
| Athleten        | Wettbewerb                    | Viertelfinale | Viertelfinale | Halbfinale    | Halbfinale    | Finale        | Finale        | Rang |
| Athleten        | Wettbewerb                    | Gegner        | Ergebnis      | Gegner        | Ergebnis      | Gegner        | Ergebnis      | Rang |
| --------------- | ----------------------------- | ------------- | ------------- | ------------- | ------------- | ------------- | ------------- | ---- |
| Männer          |                               |               |               |               |               |               |               |      |
| Philipp Balbach | Leichtgewicht (bis 60 kg)     | Chatschikjan  | RSC3          | ausgeschieden | ausgeschieden | ausgeschieden | ausgeschieden | =5   |
| Jan Soentgen    | Halbschwergewicht (bis 81 kg) | Malina        | RSC3          | ausgeschieden | ausgeschieden | ausgeschieden | ausgeschieden | =5   |

### Padel
| Athleten                           | Wettbewerb | 1. Runde                          | 1. Runde | Achtelfinale                | Achtelfinale  | Viertelfinale                    | Viertelfinale | Halbfinale    | Halbfinale    | Finale        | Finale        | Rang |
| Athleten                           | Wettbewerb | Gegner                            | Erg.     | Gegner                      | Erg.          | Gegner                           | Erg.          | Gegner        | Erg.          | Gegner        | Erg.          | Rang |
| ---------------------------------- | ---------- | --------------------------------- | -------- | --------------------------- | ------------- | -------------------------------- | ------------- | ------------- | ------------- | ------------- | ------------- | ---- |
| Frauen                             |            |                                   |          |                             |               |                                  |               |               |               |               |               |      |
| Kristina Clement Corina Scholten   | Doppel     | Helena Wyckaert An-Sophie Mestach | 0:2      | ausgeschieden               | ausgeschieden | ausgeschieden                    | ausgeschieden | ausgeschieden | ausgeschieden | ausgeschieden | ausgeschieden | = 17 |
| Victoria Kurz Denise Höfer         | Doppel     | Susan McRann Jennifer Claffey     | 2:0      | Maria Rasmussen Gitte Haxen | 0:2           | ausgeschieden                    | ausgeschieden | ausgeschieden | ausgeschieden | ausgeschieden | ausgeschieden | = 9  |
| Männer                             |            |                                   |          |                             |               |                                  |               |               |               |               |               |      |
| Johannes Lindmeyer Matthias Wunner | Doppel     | Marcell Urvölgyi Olivér Szakács   | 2:0      | David Gala Daniel Santigosa | 0:2           | ausgeschieden                    | ausgeschieden | ausgeschieden | ausgeschieden | ausgeschieden | ausgeschieden | = 9  |
| Mixed                              |            |                                   |          |                             |               |                                  |               |               |               |               |               |      |
| Victoria Kurz Matthias Wunner      | Doppel     | —                                 | —        | Nuno Deus Katia Rodrigues   | 2:0           | Marco Cassetta Giulia Sussarello | 0:2           | ausgeschieden | ausgeschieden | ausgeschieden | ausgeschieden | = 5  |

### Radsport

#### BMX-Freestyle
| Athleten         | Wettbewerb | Qualifikation | Qualifikation | Finale        | Finale        | Rang   |
| Athleten         | Wettbewerb | Punkte        | Rang          | Punkte        | Rang          | Rang   |
| ---------------- | ---------- | ------------- | ------------- | ------------- | ------------- | ------ |
| Frauen           |            |               |               |               |               |        |
| Lara Lessmann    | Park       | 57,16         | 6             | 68,00         | 5             | 5      |
| Lea Müller       | Park       | 77,16         | 2             | 79,66         | 2             | Silber |
| Lillyana Seidler | Park       | 16,66         | 15            | ausgeschieden | ausgeschieden | 15     |
| Männer           |            |               |               |               |               |        |
| Timo Schulze     | Park       | 67,88         | 17            | ausgeschieden | ausgeschieden | 17     |
| Paul Thölen      | Park       | 71,53         | 14            | ausgeschieden | ausgeschieden | 14     |

#### Mountainbike
| Athleten          | Wettbewerb    | Zeit      | Rang   |
| ----------------- | ------------- | --------- | ------ |
| Frauen            |               |           |        |
| Nina Benz         | Cross-Country | 1:24:44 h | 22     |
| Leonie Daubermann | Cross-Country | 1:22:59 h | 18     |
| Ronja Eibl        | Cross-Country | 1:25:24 h | 25     |
| Lia Schrievers    | Cross-Country | 1:26:20 h | 27     |
| Theresia Schwenk  | Cross-Country | 1:31:29 h | 38     |
| Männer            |               |           |        |
| Maximilian Brandl | Cross-Country | 1:24:00 h | 35     |
| Georg Egger       | Cross-Country | 1:22:26 h | 23     |
| Leon Kaiser       | Cross-Country | 1:22:46 h | 27     |
| David List        | Cross-Country | 1:23:20 h | 32     |
| Julian Schelb     | Cross-Country | Ersatz    | Ersatz |
| Luca Schwarzbauer | Cross-Country | 1:20:08 h | 4      |

### 7er-Rugby
| Wettbewerb       | Männer | Frauen |
| ---------------- | --- | --- |
| Athleten         | Jakob Dipper Ben Ellermann Anton Gleitze Philip Gleitze Felix Hufnagel Nikolai Klewinghaus Niklas Koch Tim Lichtenberg Robin Plümpe Carlos Soteras Merz Phil Szczesny Chris Umeh Bastian van der Bosch | Gesine Adler Julia Braun Maike Drewenskus Sofie Fella Sarah Goßmann Steffi Gruber Johanna Hacker Sophie Hacker Anika Horst Paula Schult Ronja Stauch Clara Tauschek Mette Zimmat |
| Trainer          | António Aguilar | Max Pietrek |
| Gruppenphase     | Italien (19:19) Polen (47:0) Irland (7:19) | Portugal (17:19) Türkei (31:5) Polen (7:43) |
| Viertelfinale    | Großbritannien (10:14) | Großbritannien (0:53) |
| Spiel um Platz 5 | Belgien (0:24) | Spanien (5:26) |
| Halbfinale       | ausgeschieden | ausgeschieden |
| Finale           | ausgeschieden | ausgeschieden |
| Rang             | 6 | 6 |

### Schießen
| Athleten                                              | Wettbewerb                                      | Qualifikation   | Qualifikation | Halbfinale      | Halbfinale    | Finale               | Finale        | Rang   |
| Athleten                                              | Wettbewerb                                      | Ringe/ Scheiben | Rang          | Ringe/ Scheiben | Rang          | Ringe/ Scheiben      | Rang          | Rang   |
| ----------------------------------------------------- | ----------------------------------------------- | --------------- | ------------- | --------------- | ------------- | -------------------- | ------------- | ------ |
| Frauen                                                |                                                 |                 |               |                 |               |                      |               |        |
| Sandra Reitz                                          | 10 m Luftpistole                                | 574             | 9             | ausgeschieden   | ausgeschieden | ausgeschieden        | ausgeschieden | 9      |
| Josefin Eder                                          | 10 m Luftpistole                                | 565             | 24            | ausgeschieden   | ausgeschieden | ausgeschieden        | ausgeschieden | 24     |
| Doreen Vennekamp                                      | 25 m Sportpistole                               | 585             | 2             | 13              | 1             | 18                   | 3             | Bronze |
| Michelle Skeries                                      | 25 m Sportpistole                               | 574             | 19            | ausgeschieden   | ausgeschieden | ausgeschieden        | ausgeschieden | 19     |
| Anna Janssen                                          | 10 m Luftgewehr                                 | 627,6           | 12            | ausgeschieden   | ausgeschieden | ausgeschieden        | ausgeschieden | 12     |
| Lisa Müller                                           | 10 m Luftgewehr                                 | 628,0           | 8             | —               | —             | 151,0                | 8             | 8      |
| Lisa Müller                                           | 50 m Kleinkaliber Dreistellungskampf            | 584             | 14            | ausgeschieden   | ausgeschieden | ausgeschieden        | ausgeschieden | 14     |
| Jolyn Beer                                            | 50 m Kleinkaliber Dreistellungskampf            | 588             | 6             | —               | —             | 304,5                | 7             | 7      |
| Kathrin Murche                                        | Trap                                            | 111             | 23            | ausgeschieden   | ausgeschieden | ausgeschieden        | ausgeschieden | 23     |
| Bettina Valdorf                                       | Trap                                            | 114             | 16            | ausgeschieden   | ausgeschieden | ausgeschieden        | ausgeschieden | 16     |
| Nele Wißmer                                           | Skeet                                           | 120             | 7             | —               | —             | 16                   | =7            | =7     |
| Nadine Messerschmidt                                  | Skeet                                           | 120             | 8             | —               | —             | 25                   | 3             | Bronze |
| Josefin Eder Sandra Reitz Doreen Vennekamp            | 10 m Luftpistole Mannschaft                     | 575             | 1             | —               | —             | 16:8 Frankreich      | 1             | Gold   |
| Jolyn Beer Anna Janssen Lisa Müller                   | 10 m Luftgewehr Mannschaft                      | 939,6           | 6             | 626,1           | 5             | ausgeschieden        | ausgeschieden | 5      |
| Sandra Reiz Michelle Skeries Doreen Vennekamp         | 25 m Sportpistole Mannschaft                    | 873             | 2             | 435             | 4             | 16:12 Ungarn         | 3             | Bronze |
| Jolyn Beer Anna Janssen Lisa Müller                   | 50 m Kleinkaliber Dreistellungskampf Mannschaft | 1327            | 2             | 876             | 3             | 16:4 Ukraine         | 3             | Bronze |
| Sarah Bindrich Kathrin Murche Bettina Valdorf         | Trap Mannschaft                                 | 196             | 4             | —               | —             | 6:5 Finnland         | 3             | Bronze |
| Männer                                                |                                                 |                 |               |                 |               |                      |               |        |
| Robin Walter                                          | 10 m Luftpistole                                | 580             | 4             | —               | —             | 13:17 İsmail Keleş   | 2             | Silber |
| Michael Schwald                                       | 10 m Luftpistole                                | 575             | 21            | ausgeschieden   | ausgeschieden | ausgeschieden        | ausgeschieden | 21     |
| Maximilian Ulbrich                                    | 10 m Luftgewehr                                 | 630,9           | 3             | —               | —             | 9:17 Danilo Sollazzo | 2             | Silber |
| Florian Peter                                         | 25 m Schnellfeuerpistole                        | 582             | 5             | 15              | 1             | 12                   | 4             | 4      |
| Christian Reitz                                       | 25 m Schnellfeuerpistole                        | 589             | 1             | 15              | 1             | 28                   | 2             | Silber |
| Maximilian Dallinger                                  | 50 m Kleinkaliber Dreistellungskampf            | 585             | 20            | ausgeschieden   | ausgeschieden | ausgeschieden        | ausgeschieden | 20     |
| David Könders                                         | 50 m Kleinkaliber Dreistellungskampf            | 585             | 21            | ausgeschieden   | ausgeschieden | ausgeschieden        | ausgeschieden | 21     |
| Paul Pigorsch                                         | Trap                                            | 120             | 13            | ausgeschieden   | ausgeschieden | ausgeschieden        | ausgeschieden | 13     |
| Vincent Haaga                                         | Skeet                                           | 122             | 7             | —               | —             | 27                   | =5            | =5     |
| Sven Korte                                            | Skeet                                           | 122             | 11            | ausgeschieden   | ausgeschieden | ausgeschieden        | ausgeschieden | 11     |
| Christian Reitz Michael Schwald Robin Walter          | 10 m Luftpistole Mannschaft                     | 876             | 1             | 577             | 2             | 16:14 Türkei         | 1             | Gold   |
| Vincent Haaga Felix Haase Sven Korte                  | Skeet Mannschaft                                | 215             | 3             | —               | —             | 2:6 Griechenland     | 4             | 4      |
| Maximilian Dallinger David Könders Maximilian Ulbrich | 50 m Kleinkaliber Dreistellungskampf Mannschaft | 1313            | 8             | 879             | 5             | ausgeschieden        | ausgeschieden | 5      |
| Mixed                                                 |                                                 |                 |               |                 |               |                      |               |        |
| Sandra Reitz Robin Walter                             | 10 m Luftpistole                                | 570             | 20            | ausgeschieden   | ausgeschieden | ausgeschieden        | ausgeschieden | 20     |
| Michael Schwald Doreen Vennekamp                      | 10 m Luftpistole                                | 569             | 21            | ausgeschieden   | ausgeschieden | ausgeschieden        | ausgeschieden | 21     |
| Maximilian Ulbrich Anna Janssen                       | 10 m Luftgewehr                                 | 616,4           | 31            | ausgeschieden   | ausgeschieden | ausgeschieden        | ausgeschieden | 31     |
| Maximilian Dallinger Lisa Müller                      | 10 m Luftgewehr                                 | 622,6           | 28            | ausgeschieden   | ausgeschieden | ausgeschieden        | ausgeschieden | 28     |
| Maximilian Dallinger Jolyn Beer                       | 50 m Kleinkaliber Dreistellungskampf            | 868             | 19            | ausgeschieden   | ausgeschieden | ausgeschieden        | ausgeschieden | 19     |
| David Könders Lisa Müller                             | 50 m Kleinkaliber Dreistellungskampf            | 869             | 18            | ausgeschieden   | ausgeschieden | ausgeschieden        | ausgeschieden | 18     |
| Paul Pigorsch Kathrin Murche                          | Trap                                            | 141             | 9             | ausgeschieden   | ausgeschieden | ausgeschieden        | ausgeschieden | 9      |
| Vincent Haaga Nele Wißmer                             | Skeet                                           | 142             | 13            | ausgeschieden   | ausgeschieden | ausgeschieden        | ausgeschieden | 13     |
| Sven Korte Nadine Messerschmidt                       | Skeet                                           | 144             | 9             | ausgeschieden   | ausgeschieden | ausgeschieden        | ausgeschieden | 9      |

### Skispringen
| Athleten                                                        | Wettbewerb    | 1, Durchgang                                        | 1, Durchgang | 1, Durchgang | 2, Durchgang                                        | 2, Durchgang | 2, Durchgang | Gesamt | Gesamt |
| Athleten                                                        | Wettbewerb    | Weite                                               | Punkte       | Rang         | Weite                                               | Punkte       | Rang         | Punkte | Rang   |
| --------------------------------------------------------------- | ------------- | --------------------------------------------------- | ------------ | ------------ | --------------------------------------------------- | ------------ | ------------ | ------ | ------ |
| Frauen                                                          |               |                                                     |              |              |                                                     |              |              |        |        |
| Katharina Schmid                                                | Normalschanze | 085,5 m                                             | 096,1        | 15           | 094,0 m                                             | 111,5        | 10           | 207,6  | 14     |
| Katharina Schmid                                                | Großschanze   | 118,0 m                                             | 096,5        | 11           | 126,0 m                                             | 110,0        | 09           | 206,5  | 09     |
| Selina Freitag                                                  | Normalschanze | 090,0 m                                             | 115,1        | 07           | 094,0 m                                             | 112,8        | 08           | 227,9  | 08     |
| Selina Freitag                                                  | Großschanze   | 126,5 m                                             | 115,6        | 04           | 130,5 m                                             | 130,2        | 02           | 245,8  | Bronze |
| Luisa Görlich                                                   | Normalschanze | 083,5 m                                             | 090,4        | 22           | 083,0 m                                             | 084,0        | 23           | 174,4  | 22     |
| Luisa Görlich                                                   | Großschanze   | 101,0 m                                             | 061,0        | 26           | 104,0 m                                             | 069,3        | 27           | 130,3  | 27     |
| Pauline Heßler                                                  | Normalschanze | 081,0 m                                             | 084,4        | 24           | 086,0 m                                             | 098,0        | 18           | 182,4  | 20     |
| Pauline Heßler                                                  | Großschanze   | 115,5 m                                             | 083,1        | 17           | 122,0 m                                             | 099,5        | 15           | 182,6  | 16     |
| Anna Rupprecht                                                  | Normalschanze | 083,0 m                                             | 091,9        | 18           | 086,0 m                                             | 105,7        | 16           | 197,6  | 16     |
| Anna Rupprecht                                                  | Großschanze   | 119,0 m                                             | 097,5        | 10           | 117,0 m                                             | 100,0        | 14           | 197,5  | 11     |
| Männer                                                          |               |                                                     |              |              |                                                     |              |              |        |        |
| Felix Hoffmann                                                  | Normalschanze | 100,0 m                                             | 118,3        | 10           | 98,0 m                                              | 119,4        | 14           | 237,7  | 13     |
| Felix Hoffmann                                                  | Großschanze   | 123,5 m                                             | 114,0        | 28           | 133,5 m                                             | 122,3        | 12           | 236,3  | 17     |
| Philipp Raimund                                                 | Normalschanze | 103,0 m                                             | 127,0        | 04           | 103,0 m                                             | 130,0        | 06           | 257,0  | 04     |
| Philipp Raimund                                                 | Großschanze   | 138,0 m                                             | 138,6        | 03           | 132,5 m                                             | 133,2        | 04           | 271,8  | Bronze |
| Luca Roth                                                       | Normalschanze | 100,5 m                                             | 118,0        | 11           | 93,5 m                                              | 105,1        | 27           | 223,1  | 21     |
| Luca Roth                                                       | Großschanze   | 126,5 m                                             | 121,2        | 18           | 121,0 m                                             | 109,1        | 27           | 230,3  | 26     |
| Constantin Schmid                                               | Normalschanze | 099,0 m                                             | 119,0        | 09           | 102,5 m                                             | 130,5        | 04           | 249,5  | 07     |
| Constantin Schmid                                               | Großschanze   | 130,5 m                                             | 125,2        | 11           | 126,5 m                                             | 109,6        | 26           | 234,8  | 19     |
| Mixed                                                           |               |                                                     |              |              |                                                     |              |              |        |        |
| Anna Rupprecht Constantin Schmid Selina Freitag Philipp Raimund | Normalschanze | 094,0 m 0(4) 097,5 m 0(4) 093,5 m 0(4) 105,0 m 0(7) | 402,5        | 4            | 089,5 m 0(4) 099,5 m 0(2) 097,5 m 0(4) 093,0 m 0(6) | 415,8        | 4            | 818,3  | 4      |

### Sportklettern
| Athleten         | Wettbewerb | Halbfinale | Halbfinale | Finale        | Finale        | Rang |
| Athleten         | Wettbewerb | Ergebnis   | Rang       | Ergebnis      | Rang          | Rang |
| ---------------- | ---------- | ---------- | ---------- | ------------- | ------------- | ---- |
| Frauen           |            |            |            |               |               |      |
| Afra Hönig       | Bouldern   | 1T1z 2 1   | 10         | ausgeschieden | ausgeschieden | 10   |
| Leonie Lochner   | Bouldern   | 0T0z 0 0   | 15         | ausgeschieden | ausgeschieden | 15   |
| Emma Bernhard    | Lead       | 37+        | 12         | ausgeschieden | ausgeschieden | 12   |
| Männer           |            |            |            |               |               |      |
| Lasse von Freier | Bouldern   | 1T3z 1 7   | 5          | 0T2z 0 8      | 6             | 6    |
| Tim Würthner     | Bouldern   | 1T2z 3 6   | 7          | ausgeschieden | ausgeschieden | 7    |

| Athleten      | Wettbewerb | Platzierungsrunde | Platzierungsrunde | 1. Runde  | 1. Runde | Viertelfinale | Viertelfinale | Halbfinale    | Halbfinale    | Finale        | Finale        | Rang |
| Athleten      | Wettbewerb | Zeit              | Rang              | Gegner    | Zeit     | Gegner        | Zeit          | Gegner        | Zeit          | Gegner        | Zeit          | Rang |
| ------------- | ---------- | ----------------- | ----------------- | --------- | -------- | ------------- | ------------- | ------------- | ------------- | ------------- | ------------- | ---- |
| Frauen        |            |                   |                   |           |          |               |               |               |               |               |               |      |
| Nele Thomas   | Speed      | 8,927 s           | 9                 | —         | —        | ausgeschieden | ausgeschieden | ausgeschieden | ausgeschieden | ausgeschieden | ausgeschieden | 9    |
| Männer        |            |                   |                   |           |          |               |               |               |               |               |               |      |
| Linus Bader   | Speed      | 6,109 s           | 10                | Amon      | 6,080 s  | ausgeschieden | ausgeschieden | ausgeschieden | ausgeschieden | ausgeschieden | ausgeschieden | 12   |
| Dorian Zedler | Speed      | 6,190 s           | 11                | Rebreyend | Fall     | ausgeschieden | ausgeschieden | ausgeschieden | ausgeschieden | ausgeschieden | ausgeschieden | 13   |

### Synchronschwimmen
| Athlet | Wettbewerb                       | Qualifikation | Qualifikation | Finale   | Finale | Rang   |
| Athlet | Wettbewerb                       | Punkte        | Rang          | Punkte   | Rang   | Rang   |
| --- | -------------------------------- | ------------- | ------------- | -------- | ------ | ------ |
| Offen |                                  |               |               |          |        |        |
| Frithjof Seidel Michelle Zimmer | Mixed Duett technisches Programm | —             | —             | 159,3034 | 7      | 7      |
| Frithjof Seidel Michelle Zimmer | Mixed Duett freies Programm      | —             | —             | 119.5750 | 6      | 6      |
| Klara Bleyer Susana Rovner | Duett freies Programm            | 147,7916      | 10            | 131,4354 | 10     | 10     |
| Klara Bleyer Marlene Bojer Maria Denisov Solène Guisard Daria Martens Susana Rovner Daria Tonn Michelle Zimmer Amélie Blumenthal Haz                 | Mannschaft freies Programm       | 209,7929      | 6             | 198,9283 | 7      | 7      |
| Klara Bleyer Amélie Blumenthal Haz Marlene Bojer Maria Denisov Solène Guisard Daria Martens Susana Rovner Frithjof Seidel Daria Tonn Michelle Zimmer | Mannschaft Kombination           | —             | —             | 163,3205 | 2      | Silber |

### Taekwondo
| Athleten           | Wettbewerb                 | Achtelfinale | Achtelfinale | Viertelfinale | Viertelfinale | Halbfinale    | Halbfinale    | Hoffnungsrunde | Hoffnungsrunde | Finale        | Finale        | Rang   |
| Athleten           | Wettbewerb                 | Gegner       | Erg.         | Gegner        | Erg.          | Gegner        | Erg.          | Gegner         | Erg.           | Gegner        | Erg.          | Rang   |
| ------------------ | -------------------------- | ------------ | ------------ | ------------- | ------------- | ------------- | ------------- | -------------- | -------------- | ------------- | ------------- | ------ |
| Frauen             |                            |              |              |               |               |               |               |                |                |               |               |        |
| Süheda Nur Çelik   | Nadelgewicht (bis 46 kg)   | Yıldırım     | 2:0          | Bayech        | 2:0           | Zampetti      | 0:2           | —              | —              | Goodman       | 2:0           | Bronze |
| Supharada Kisskalt | Fliegengewicht (bis 49 kg) | Abakarova    | 2:0          | Avdagić       | 2:0           | Dinçel        | 0:2           | —              | —              | Maestro       | 2:1           | Bronze |
| Ela Aydin          | Bantamgewicht (bis 53 kg)  | Al Halwani   | 2:1          | Yağcı         | 2:1           | Duvančić      | 1:2           | —              | —              | Hronová       | 0:2           | 5      |
| Anna-Lena Frömming | Leichtgewicht (bis 62 kg)  | Arelić       | 0:2          | ausgeschieden | ausgeschieden | ausgeschieden | ausgeschieden | ausgeschieden  | ausgeschieden  | ausgeschieden | ausgeschieden | =11    |
| Vanessa Körndl     | Weltergewicht (bis 67 kg)  | Roberts      | 2:1          | Jelić         | 1:2           | ausgeschieden | ausgeschieden | ausgeschieden  | ausgeschieden  | ausgeschieden | ausgeschieden | =9     |
| Alema Hadzic       | Mittelgewicht (bis 73 kg)  | Berisaj      | 0:2          | ausgeschieden | ausgeschieden | ausgeschieden | ausgeschieden | ausgeschieden  | ausgeschieden  | ausgeschieden | ausgeschieden | =11    |
| Lorena Brandl      | Schwergewicht (über 73 kg) | Freilos      | Freilos      | Avoulète      | 0:2           | ausgeschieden | ausgeschieden | ausgeschieden  | ausgeschieden  | ausgeschieden | ausgeschieden | =9     |
| Männer             |                            |              |              |               |               |               |               |                |                |               |               |        |
| Khaled Abdel Halim | Nadelgewicht (bis 54 kg)   | Dadaşov      | 0:2          | ausgeschieden | ausgeschieden | ausgeschieden | ausgeschieden | Bogdanow       | 1:2            | ausgeschieden | ausgeschieden | =7     |
| Cemal Malkoc       | Fliegengewicht (bis 58 kg) | Nowak        | 2:0          | Lomartire     | 0:2           | ausgeschieden | ausgeschieden | ausgeschieden  | ausgeschieden  | ausgeschieden | ausgeschieden | =9     |
| Imran Özkaya       | Bantamgewicht (bis 63 kg)  | Stanić       | 1:2          | ausgeschieden | ausgeschieden | ausgeschieden | ausgeschieden | ausgeschieden  | ausgeschieden  | ausgeschieden | ausgeschieden | =11    |
| Alexander Bachmann | Mittelgewicht (bis 74 kg)  | Suleymanov   | 2:1          | Martínez      | 0:2           | ausgeschieden | ausgeschieden | ausgeschieden  | ausgeschieden  | ausgeschieden | ausgeschieden | =9     |
| Marc Lenkewitz     | Schwergewicht (über 87 kg) | Božić        | 0:2          | ausgeschieden | ausgeschieden | ausgeschieden | ausgeschieden | ausgeschieden  | ausgeschieden  | ausgeschieden | ausgeschieden | =11    |

### Teqball
| Athleten                         | Wettbewerb | Gruppenphase           | Gruppenphase | Gruppenphase | Viertelfinale  | Viertelfinale | Halbfinale    | Halbfinale    | Finale        | Finale        | Rang          |
| Athleten                         | Wettbewerb | Gegner                 | Ergebnis     | Rang         | Gegner         | Ergebnis      | Gegner        | Ergebnis      | Gegner        | Ergebnis      | Rang          |
| -------------------------------- | ---------- | ---------------------- | ------------ | ------------ | -------------- | ------------- | ------------- | ------------- | ------------- | ------------- | ------------- |
| Frauen                           |            |                        |              |              |                |               |               |               |               |               |               |
| Dana Hillmann                    | Einzel     | Amélie Julian          | 0:2          | 2            | Kinga Barabási | 0:2           | ausgeschieden | ausgeschieden | ausgeschieden | ausgeschieden | =5            |
| Dana Hillmann                    | Einzel     | Darja Selenska         | 2:1          | 2            | Kinga Barabási | 0:2           | ausgeschieden | ausgeschieden | ausgeschieden | ausgeschieden | =5            |
| Dana Hillmann                    | Einzel     | Kristine Mangassarjan  | 2:0          | 2            | Kinga Barabási | 0:2           | ausgeschieden | ausgeschieden | ausgeschieden | ausgeschieden | =5            |
| Stella Glöckner Dana Hillmann    | Doppel     | Christensen / Dahlmann | 0:2          | 3            | ausgeschieden  | ausgeschieden | ausgeschieden | ausgeschieden | ausgeschieden | ausgeschieden | ausgeschieden |
| Stella Glöckner Dana Hillmann    | Doppel     | Julian / Lanche        | 0:2          | 3            | ausgeschieden  | ausgeschieden | ausgeschieden | ausgeschieden | ausgeschieden | ausgeschieden | ausgeschieden |
| Stella Glöckner Dana Hillmann    | Doppel     | Kecerová / Zušťáková   | 2:1          | 3            | ausgeschieden  | ausgeschieden | ausgeschieden | ausgeschieden | ausgeschieden | ausgeschieden | ausgeschieden |
| Mixed                            |            |                        |              |              |                |               |               |               |               |               |               |
| Jon Nielsen                      | Einzel     | Alexandru Sirghi       | 0:2          | 3            | ausgeschieden  | ausgeschieden | ausgeschieden | ausgeschieden | ausgeschieden | ausgeschieden | ausgeschieden |
| Jon Nielsen                      | Einzel     | Hugo Rabeux            | 0:2          | 3            | ausgeschieden  | ausgeschieden | ausgeschieden | ausgeschieden | ausgeschieden | ausgeschieden | ausgeschieden |
| Jon Nielsen Yannic Stächelin     | Doppel     | Pinheiro / Santos      | 0:2          | 3            | ausgeschieden  | ausgeschieden | ausgeschieden | ausgeschieden | ausgeschieden | ausgeschieden | ausgeschieden |
| Jon Nielsen Yannic Stächelin     | Doppel     | Hugo Rabeux            | 0:2          | 3            | ausgeschieden  | ausgeschieden | ausgeschieden | ausgeschieden | ausgeschieden | ausgeschieden | ausgeschieden |
| Männer                           |            |                        |              |              |                |               |               |               |               |               |               |
| Stella Glöckner Yannic Stächelin | Doppel     | Flaks / Zachová        | 0:2          | 4            | ausgeschieden  | ausgeschieden | ausgeschieden | ausgeschieden | ausgeschieden | ausgeschieden | ausgeschieden |
| Stella Glöckner Yannic Stächelin | Doppel     | Jeppesen / Dahlmann    | 0:2          | 4            | ausgeschieden  | ausgeschieden | ausgeschieden | ausgeschieden | ausgeschieden | ausgeschieden | ausgeschieden |
| Stella Glöckner Yannic Stächelin | Doppel     | Santos / Parente       | 0:2          | 4            | ausgeschieden  | ausgeschieden | ausgeschieden | ausgeschieden | ausgeschieden | ausgeschieden | ausgeschieden |

### Tischtennis
| Athleten                                      | Wettbewerb | 1. Runde | 1. Runde | 2. Runde | 2. Runde | 3. Runde         | 3. Runde | Achtelfinale               | Achtelfinale | Viertelfinale                  | Viertelfinale | Halbfinale               | Halbfinale    | Finale/Spiel um Platz 3     | Finale/Spiel um Platz 3 | Rang   |
| Athleten                                      | Wettbewerb | Gegner   | Ergebnis | Gegner   | Ergebnis | Gegner           | Ergebnis | Gegner                     | Ergebnis     | Gegner                         | Ergebnis      | Gegner                   | Ergebnis      | Gegner                      | Ergebnis                | Rang   |
| --------------------------------------------- | ---------- | -------- | -------- | -------- | -------- | ---------------- | -------- | -------------------------- | ------------ | ------------------------------ | ------------- | ------------------------ | ------------- | --------------------------- | ----------------------- | ------ |
| Frauen                                        |            |          |          |          |          |                  |          |                            |              |                                |               |                          |               |                             |                         |        |
| Han Ying                                      | Einzel     | —        | —        | —        | —        | Giorgia Piccolin | 4:0      | Linda Bergström            | 4:2          | Elizabeta Samara               | 2:4           | ausgeschieden            | ausgeschieden | ausgeschieden               | ausgeschieden           | = 9    |
| Nina Mittelham                                | Einzel     | —        | —        | —        | —        | María Xiao       | 4:2      | Shao Jieni                 | 4:1          | Bernadette Szőcs               | 2:4           | ausgeschieden            | ausgeschieden | ausgeschieden               | ausgeschieden           | = 9    |
| Han Ying Nina Mittelham Shan Xiaona           | Mannschaft | —        | —        | —        | —        | —                | —        | —                          | —            | Schweden                       | 3:1           | Portugal                 | 3:0           | Rumänien                    | 2:3                     | Silber |
| Männer                                        |            |          |          |          |          |                  |          |                            |              |                                |               |                          |               |                             |                         |        |
| Dang Qiu                                      | Einzel     | —        | —        | —        | —        | Paul Drinkhall   | 4:0      | Niagol Stoyanov            | 4:0          | Alexis Lebrun                  | 1:4           | ausgeschieden            | ausgeschieden | ausgeschieden               | ausgeschieden           | = 9    |
| Dimitrij Ovtcharov                            | Einzel     | —        | —        | —        | —        | Borgar Haug      | 4:0      | Eduard Ionescu             | 2:4          | ausgeschieden                  | ausgeschieden | ausgeschieden            | ausgeschieden | ausgeschieden               | ausgeschieden           | = 17   |
| Patrick Franziska Dimitrij Ovtcharov Dang Qiu | Mannschaft | —        | —        | —        | —        | —                | —        | —                          | —            | Belgien                        | 3:0           | Portugal                 | 3:1           | Schweden                    | 3:1                     | Gold   |
| Mixed                                         |            |          |          |          |          |                  |          |                            |              |                                |               |                          |               |                             |                         |        |
| Dang Qiu Nina Mittelham                       | Doppel     | —        | —        | —        | —        | —                | —        | Luka Mladenovic Ni Xialian | 3:1          | İbrahim Gündüz Sibel Altınkaya | 3:1           | Álvaro Robles María Xiao | 3:1           | Nándor Ecseki Dóra Madarász | 3:0                     | Gold   |

### Triathlon
| Athleten                                                  | Wettbewerb | Zeit      | Rang   |
| --------------------------------------------------------- | ---------- | --------- | ------ |
| Frauen                                                    |            |           |        |
| Jule Behrens                                              | Einzel     | 1:57:30 h | 6      |
| Julia Bröcker                                             | Einzel     | 2:02:22 h | 24     |
| Selina Klamt                                              | Einzel     | 1:57:27 h | 4      |
| Katharina Möller                                          | Einzel     | Ersatz    | Ersatz |
| Männer                                                    |            |           |        |
| Henry Graf                                                | Einzel     | Ersatz    | Ersatz |
| Simon Henseleit                                           | Einzel     | 1:47:02 h | 7      |
| Cedric Osterholt                                          | Einzel     | 1:48:25 h | 19     |
| Jonas Osterholt                                           | Einzel     | 1:48:23 h | 18     |
| Mixed                                                     |            |           |        |
| Jonas Osterholt Selina Klamt Simon Henseleit Jule Behrens | Staffel    | 1:09:52 h | 13     |

### Wasserspringen
| Athleten                      | Wettbewerb                                                   | Vorrunde | Vorrunde | Finale | Finale | Rang   |
| Athleten                      | Wettbewerb                                                   | Punkte   | Rang     | Punkte | Rang   | Rang   |
| ----------------------------- | ------------------------------------------------------------ | -------- | -------- | ------ | ------ | ------ |
| Frauen                        |                                                              |          |          |        |        |        |
| Lena Hentschel                | 3 m                                                          | 272,75   | 8        | 304,95 | 4      | 4      |
| Lena Hentschel                | 1 m                                                          | 253,35   | 5        | 260,75 | 5      | 5      |
| Jette Müller                  | 1 m                                                          | 241,20   | 8        | 248,80 | 7      | 7      |
| Saskia Oettinghaus            | 3 m                                                          | 274,95   | 7        | 257,80 | 9      | 9      |
| Christina Wassen              | 10 m                                                         | 285,75   | 3        | 330,95 | 2      | Silber |
| Elena Wassen                  | 10 m                                                         | 266,00   | 8        | 317,30 | 4      | 4      |
| Lena Hentschel Jana Rother    | 3 m Synchron                                                 | —        | —        | 276,33 | 2      | Silber |
| Christina Wassen Elena Wassen | 10 m Synchron                                                | —        | —        | 297,72 | 1      | Gold   |
| Männer                        |                                                              |          |          |        |        |        |
| Timo Barthel                  | 10 m                                                         | 434,15   | 1        | 435,40 | 1      | Gold   |
| Jaden Eikermann               | 10 m                                                         | 365,65   | 9        | 365,75 | 9      | 9      |
| Alexander Lube                | 1 m                                                          | 326,70   | 11       | 376,75 | 8      | 8      |
| Lars Rüdiger                  | 3 m                                                          | 381,30   | 12       | 380,00 | 11     | 11     |
| Moritz Wesemann               | 1 m                                                          | 388,35   | 2        | 377,20 | 7      | 7      |
| Moritz Wesemann               | 3 m                                                          | 418,60   | 2        | 465,40 | 1      | Gold   |
| Timo Barthel Lars Rüdiger     | 3 m Synchron                                                 | —        | —        | 372,96 | 7      | 7      |
| Timo Barthel Jaden Eikermann  | 10 m Synchron                                                | —        | —        | 356,64 | 4      | 4      |
| Mixed                         |                                                              |          |          |        |        |        |
| 3 m Synchron                  | Alexander Lube Jana Rother                                   | —        | —        | 279,00 | 4      | 4      |
| 10 m Synchron                 | Alexander Lube Elena Wassen                                  | —        | —        | 306,12 | 2      | Silber |
| Team                          | Timo Barthel Lena Hentschel Moritz Wesemann Christina Wassen | —        | —        | 377,10 | 4      | 4      |